# 喬普林鎮區 (密蘇里州賈斯珀縣)
喬普林鎮區（英語：Joplin Township）是位於美國密蘇里州賈斯珀縣的一個行政鎮區。

## 地方資料
喬普林鎮區的面積為108.76平方千米，當中陸地面積為108.69平方千米，而水域面積為0.07平方千米。根據2020年美國人口普查的數據，當地共有人口45422人，而人口密度為每平方千米417.64人。